# Chthonius protobosniacus
Espèce
Chthonius protobosniacus est une espèce de pseudoscorpions de la famille des Chthoniidae.

## Distribution
Cette espèce est endémique de Bosnie-Herzégovine. Elle se rencontre dans la grotte Djevojačka Pećina à Brateljevići.

## Description
Les femelles mesurent de 1,65 à 1,75 mm.

## Publication originale
- Ćurčić, Ilić, Rađa, Makarov, Tomić & Dimitrijević, 2011 : On two new cave-dwelling and relict pseudoscorpions of the genus Chthonius C.L. Koch (Chthoniidae, Pseudoscorpiones) from Bosnia. Archives of Biological Sciences, vol. 63, no 3, p. 847-854.